# Зелёный Лог (Курганская область)
Зелёный Лог — поселок в Кетовском районе Курганской области. Входит в состав Колташëвского сельсовета.

## История
В 1976 г. Указом Президиума ВС РСФСР поселок лесничества переименован в Зелёный Лог.

## Население
| 1989 | 2002 | 2010 |
| ---- | ---- | ---- |
| 33   | ↗38  | ↘25  |